# Farní sbor Českobratrské církve evangelické ve Dvoře Králové nad Labem
Farní sbor Českobratrské církve evangelické, seniorátu královéhradeckého seniorátu.

## Historie sboru

### Kazatelská stanice
Původně kazatelská stanice semonického sboru ČCE, která vznikla roku 1919 v tzv. přestupovém hnutí z nevelké hrstky evangelíků, kteří sem v předválečných letech přišli za prací. V roce 1921 se již stala filiálním sborem, čítajícím už víc než 1000 členů. Tento vzrůst pokračoval ještě i v následujících letech, takže v roce 1929 se královédvorský sbor stal samostatným farním sborem. Po počátečním rozmachu došlo v následujících desetiletích k postupnému odlivu.

### Samostatný sbor
Počátky a základy organizovaného sborového života jsou neoddělitelně spojeny se jménem zaníceného evangelizátora Františka Procházky. Po jeho smrti a po ustaveni farního sboru nastoupil vikář Jiří Pospíšil, pozdější kazatel Jednoty českobratrské (Dnes Církev bratrská). Po něm převzal správu sboru farář Hynek Z. Široký. V obtížném období okupace, která sbor ležící z části v zabraném území, citelně zasáhla, byl jeho kazatelem farář Antonín Stanislav. V obdobích uprázdnění i jinak vypomáhali sboru vždy administrátoři ze Semonic, zejména senioři Fr. Ženatý a T. B. Kašpar. Po roce 1945 se stal novým kazatelem sboru místní rodák farář Stanislav Růžička. Od roku 1950 působil až do své smrti roku 1988 na sboru farář Emanuel Huml. Posledních pět let vykonával funkci seniora Královéhradeckého seniorátu. Díky nové politické situaci mohl být v roce 1990 zvolen farářem sboru chartista Vojen Syrovátka, který byl roku 1995 a znovu roku 2001 zvolen do funkce seniora. V roce 2010 odchází farář Vojen Syrovátka do důchodu, novým farářem sboru je zvolen Aleš Mostecký, do té doby farář sboru ČCE v Třebíči.

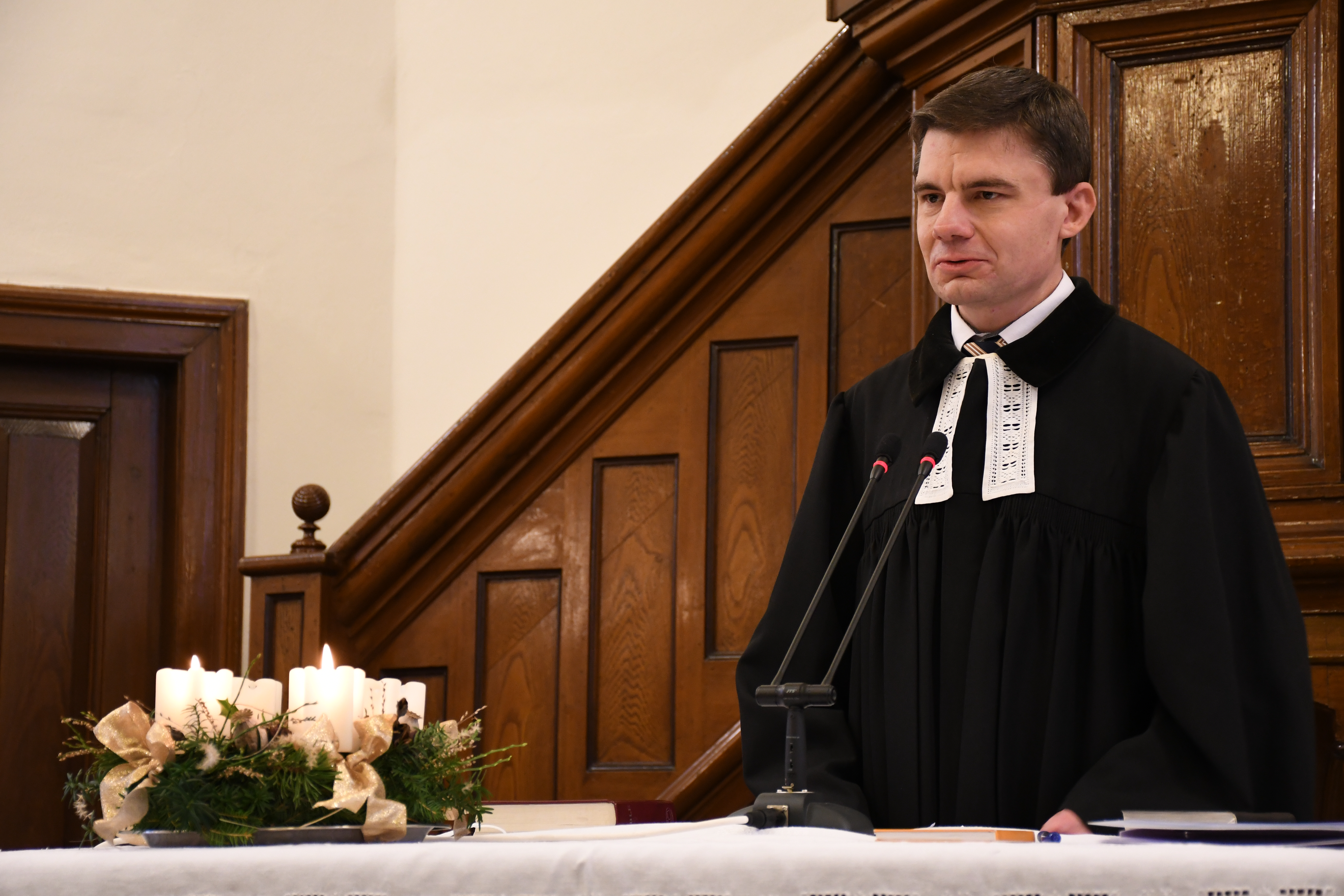
Farář sboru Michal Chalupski

- Aleš Mostecký (2010-2018)
- Daniela Brodská (2020-2020)
- Michal Chalupski (2020-2023)

### Modlitebna
Sbor si hned v prvních letech své existence vybudoval na příhodném pozemku uprostřed města vlastní modlitebnu, která byla otevřena již v roce 1923. Trvalo však dalších 40 let, než se podařilo zřídit vyhovující byt pro kazatele. Nyní má sbor kromě opravené modlitebny také nově přestavěný sborový dům s farní kanceláří, sborovým sálem a prostorným bytem pro faráře. Budova stojí za dvorským Gymnáziem.

### Kurátoři sboru
Kurátorem sboru byl v letech 1968 - 1999 MVDr. Petr Růžička, který vystřídal bratra Jana Vávru, působícího v této funkci 25 let. V letech 1995 - 2001 byl P. Růžička i seniorátním kurátorem. Kurátorem sboru se v roce 1999 stal Miroslav Vávra (do roku 2005). V letech 2005 - 2011 vykonával funkci kurátora Pavel Vávra. Současným kurátorem je Zdeněk Hojný.

### Kazatelské stanice
Sbor měl původně dvě kazatelské stanice: v Starobuckém-Debrném (která vznikla současně se sborem) a ve Vlčkovicích, kde se po odsunu Němců usadilo několik evangelických rodin volyňských Čechů. Obě byly roku 1982 zrušeny. V současné době se zde však znovu oživuje zájem o sborovou práci. Další stanice byla v Lázních Bělohrad. I ta koncem roku 2002 zanikla.

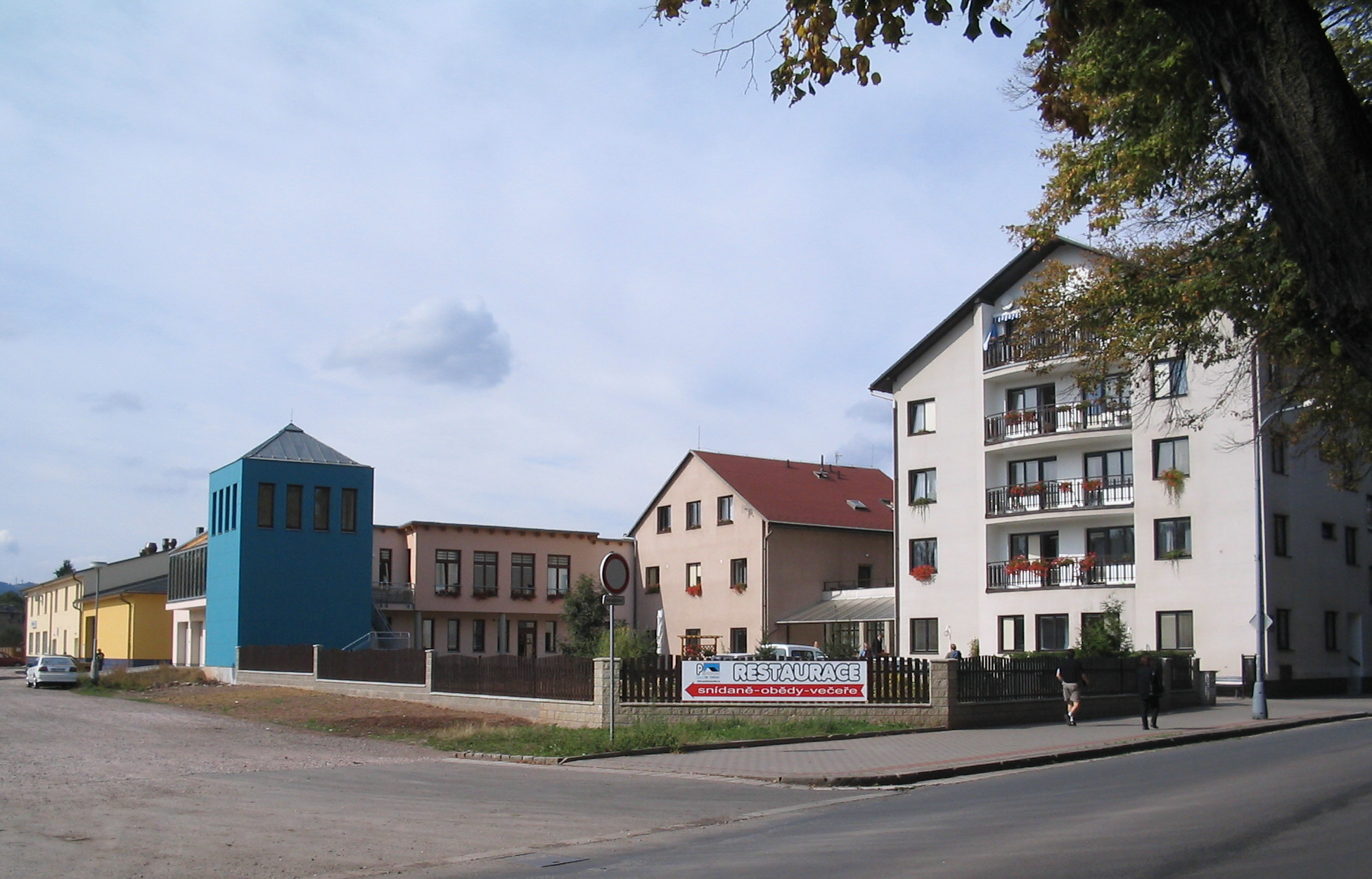
Diakonie ČCE ve Dvoře Králové nad Labem

### Spolupráce s Diakonií ČCE
Rozhodnutím staršovstva bylo k 15. říjnu 1991 ustaveno Středisko Diakonie, aby poskytovalo křesťanskou sociální pomoc (pečovatelskou a ošetřovatelskou službu dospělým spoluobčanům, kteří jsou vysokého věku, nemocní, osamělí či jinak sociálně potřební). V roce 1992 byly zahájeny stavební úpravy objektu, jenž byl získán za účelem vybudování zázemí Střediska Diakonie. První část byla otevřena v roce 1993. Nová budova pak v roce 1995. Kromě toho se pracovníci Diakonie starají o klienty v domácnostech. Diakonie má dobré zázemí ve sboru - vedení, část zaměstnanců i část představenstva je z řad aktivních členů sboru.

### Služby Boží a další akce
V současné době se v neděli konají služby boží a nedělní škola, v týdnu se scházejí ve sboru děli k vyučování náboženství, na dvou místech se konají biblické hodiny, jednou za měsíc se schází starší mládež spolu se střední generací.